# Федерация международных торговых ассоциаций
Федерация международных торговых ассоциаций (FITA), которая находится в Рестоне, Вирджиния и Нью-Йорке, США, основана в 1984 году. Федерация содействует международной торговле, укрепляя роль ассоциаций в Соединенных Штатах, Мексике и Канаде.
Веб-сайт FITA, портал International Trade (Международная торговля)/Импорт-экспорт, является крупнейшим источником бесплатной информации и ресурсов Интернета для международных трейдеров. Среди ресурсов есть ссылки более чем на 8000 веб-сайтов, связанных с международной торговлей (в том числе более чем на 400 сайтов лидеров мировой торговли), Really Useful Resources for International Trade Professionals («Очень полезные ресурсы для профессионалов международной торговли»), бюллетень с информацией о полезных веб-сайтах, который выходит два раза в неделю, статьи о международной торговле и рынках, а также многое другое.
United States Commercial Service (Коммерческая служба США) и UK Trade & Investment (UKTI) (Департамент торговли и инвестиций Соединенного Королевства) заключили договор концессии (PPP) с FITA, согласно которому они публикуют отчеты о рыночных исследованиях и прочие отчеты на GlobalTrade.net. Подобные соглашения заключены с Hong Kong TDC, NASBITE International (Ассоциация обучения торговле для предприятий малого бизнеса), Европейской международной академией бизнеса и другими ассоциациями.

## Рыночных исследованиях International Trade
В июне 2009 года Федерация международных торговых ассоциаций подписала договор концессии с United States Commercial Service (Коммерческой службой США), которая является подразделением Министерства торговли США по стимулированию торговли. Договор предусматривает публикацию отчетов DoC о рыночных исследованиях на GlobalTrade.net. В августе 2010 года FITA подписала подобный договор с UK Trade & Investment (Департаментом торговли и инвестиций Соединенного Королевства).
GlobalTrade.net – информационный ресурс, на котором эксперты в области международной торговли могут публиковать свои статьи. Содержание этих публикаций проверяет редакторская группа. Контент ресурса включает аналитические отчеты экспертов в области международной торговли, обзоры рынков, советы, официальные документы, обзоры стран, мнения зрения экспертов, интерактивные семинары, потоки новостей, видеокурсы и презентации.

## База данных провайдеров услуг International Trade
Наряду с публикациями рыночных обзоров и другого экспертного контента GlobalTrade.net содержит бесплатную базу данных провайдеров услуг международной торговли, полезную для импортеров и экспортеров. К провайдерам услуг международной торговли относятся международные консультанты по маркетингу, торгово-финансовые компании, банки, транспортные компании, фирмы по контролю качества, юристы, бухгалтеры, таможенные брокеры, консультанты в области международной торговли, а также страховые компании, которые занимаются международными операциями. GlobalTrade.net позволяет провайдерам услуг международной торговли создавать персональные профили и содействует контактам с международным торговым рынком. Любой контент, публикуемый экспертами и провайдерами услуг международной торговли, проверяется. GlobalTrade.net запущен 15 ноября 2010 года с контентом из 9000 публикаций и списком из 4000 экспертов и провайдеров услуг.
Профессионалы пользуются этим веб-сайтом, чтобы найти необходимую информацию и провайдеров услуг для проведения своих операций в области международной торговли. Китай, США, Индия, Соединенное Королевство и Сингапур являются сегодня наиболее популярными странами. В категорию провайдеров услуг входят организации, которые оказывают юридические услуги, услуги поддержки торговли, услуги перевозки и логистики, налоговые и бухгалтерские услуги, маркетинговые и коммуникационные услуги, услуги продаж и дистрибуции, а также туристические услуги. FITA также подписала соглашения о партнерстве с тремя крупнейшими форумами B2B: Alibaba.com, Kompass и Thomasnet: .занимают соответственно 1-е, 13-е и 18-е места согласно классификации bridgat.com (ноябрь 2010 г.).

## Внешние ссылки
- http://www.fita.org
- http://www.globaltrade.net